# أندريه بيرغدولمو
أندريه بيرغدولمو مواليد 13 أكتوبر 1971 في أوسلو

لاعب كرة القدم نرويجي سابق كان في الغالب يلعب في مركز الظهير الأيسر. وهو حاليا مساعد المدرب في ليلستروم.

## روابط خارجية
- أندريه بيرغدولمو على موقع IMDb (الإنجليزية)
- أندريه بيرغدولمو على موقع الاتحاد الدولي (مؤرشف)  (الإنجليزية)
- أندريه بيرغدولمو على موقع اتحاد النرويج (النرويجية)
- أندريه بيرغدولمو على موقع قاعدة بيانات كرة القدم.إي يو (الإنجليزية)
- أندريه بيرغدولمو على موقع ناشيونال فوتبول تيمز (الإنجليزية)